# Tarso (palpebre)
I tarsi palpebrali (lamine tarsali) sono due spesse lamine allungate di tessuto connettivo denso, lunghe circa 2,5 cm, presenti in ciascuna delle due palpebre (superiore e inferiore), cui contribuiscono a dare forma e sostegno. I tarsi terminano in corrispondenza del bordo palpebrale.
I margini liberi, o ciliari, di queste lamine sono spessi e diritti.

## Tarso superiore
Il tarso superiore, il più grande, ha una forma semilunare, è largo circa 10 mm al centro e si restringe gradualmente verso le estremità. È adiacente al muscolo tarsale superiore.
Sulla sua superficie anteriore si connette l'aponeurosi del muscolo elevatore superiore delle palpebre.

## Tarso inferiore
Il tarso inferiore, il più piccolo, è sottile, di forma ellittica, e ha un diametro verticale di circa 5 mm.